# Racional (cargo foral de Valencia)

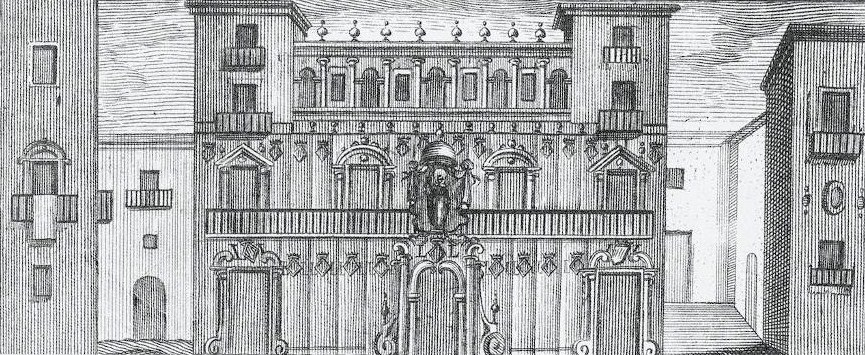
Fachada de la Casa de la Ciutat de València en un grabado de 1762

El racional era una un cargo de la llamada «época foral» de la ciudad de Valencia (España) —es decir, que estuvo vigente durante la existencia del Reino de Valencia (1238-1707)— cuya función era supervisar las finanzas municipales. Era designado por el rey por un período de tres años entre tres candidatos extraídos por el método de la insaculación entre ciutadans que hubieran sido ya jurat. Entre 1418 y 1633 se convirtió en la máxima autoridad de facto del municipio al controlar la elección de los jurats. 

## Historia

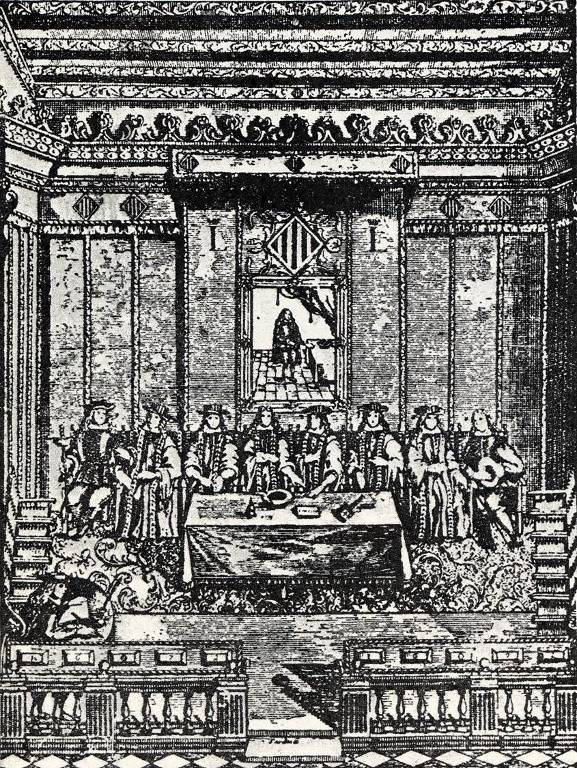
Los jurats reunidos en la "Cambra Daurada" de la Casa de la Ciutat de Valencia en 1672

El racional formaba parte del Consell Secret ('Consejo Secreto') que era el órgano directivo de la ciudad, y en el cual el Consell General había delegado la mayoría de sus funciones. Además del racional formaban parte del Consell Secret, los jurats ('jurados') que eran el órgano ejecutivo supremo de gobierno de la ciudad formado por cuatro prohoms o ciutadans ('prohombres' o 'ciudadanos') y dos cavallers i generosos; el síndic ('síndico'), designado par el Consell General, que ostentaba la representación o procuración ciudadana frente a otras instancias de poder; y cuatro advocats ('abogados') de la ciudad y el escrivà de la Sala ('el escribano de la Sala'), cargos vitalicios con voz pero sin voto en el Consell Secret.
El racional se convirtió en la máxima autoridad de hecho de la ciudad a partir de 1418 cuando el rey Alfonso el Magnánimo estableció el procedimiento de la ceda para el nombramiento de los jurats. La ceda era una lista de 12 ciutadans y 12 cavallers que enviaba el rey cada año al municipio para la renovación anual de los 6 jurats, lo que aseguraba que salieran elegidas por el Consell General personas de confianza del rey. La lista de la ceda en realidad era confeccionada por el racional y enviada por éste al rey, por lo que el racional se convirtió en el hombre de confianza del rey en la urbe y máxima autoridad por encima de los jurats, ya que además era quien "sugería" qué personas debían nombrar los jurats para el Consell y para los diferentes cargos de la ciudad. En el siglo XV fue famoso el racional Guillem Saera que ocupó 21 años seguidos el cargo —entre 1456 y 1477— a pesar de que la permanencia en el mismo sólo podía ser de tres años. De Saera dijo un contemporáneo: «que dengu no li contradia en tots los actes e fets que fer volia» ('que nadie lo contradecía en todos los actos y hechos que quería hacer').
El control del racional del gobierno municipal se mantuvo hasta 1633 cuando la ciudad consiguió de Felipe IV el privilegio de insaculación a cambio del pago de un servei ('servicio': impuesto extraordinario) de 20.000 libras al rey.